# Smooth Criminal
Smooth Criminal este cel de-al șaptelea single lansat de către Michael Jackson de pe albumul Bad, lansat în anul 1987. Melodia are un ritm alert, iar versurile au fost scrise de către Jackson
Melodia a fost lansată ca single pe 24 octombrie 1988 și a ajuns pe locul 7 în topul Billboard Hot 100. A fost relansată pe 10 aprilie 2006, ca o parte din Visionary: Video Box Singles. Relansat, single-ul s-a clasat pe locul 1 în Marea Britanie.

## Live
Melodia Smooth Criminal, împreună cu Billie Jean, Beat It, Thriller și Wanna Be Starting Something, a fost interpretată de Jackson în toate cele 3 turnee organizate de către acesta, Bad World Tour(1987-1989), Dangerous World Tour(1992-1993) și HIStory World Tour(1996-1997), dar și în turneul anulat This Is It, care trebuia să aibă loc în Londra.